# Verbindlichkeit
Unter einer Verbindlichkeit versteht das Schuldrecht die Verpflichtung des Schuldners, dem Gläubiger gegenüber eine Leistung zu erbringen. Der Verbindlichkeit des Schuldners steht die Forderung des Gläubigers gegenüber.
Im betriebswirtschaftlichen Sinne steht Verbindlichkeit für die noch offene finanzielle Verpflichtung eines Unternehmens gegenüber einem Lieferanten oder sonstigen Gläubiger.

## Zivilrecht
Verbindlichkeit ist ein im BGB häufig genannter Begriff. Gleichwohl wird er nicht definiert. Das Gesetz hilft mit § 241 BGB insoweit weiter, als dass bei einer Verbindlichkeit stets Leistungen geschuldet werden. Andere Inhalte sind bei Schuldverhältnissen nicht vorgesehen. Eine Verbindlichkeit hat Bestand, wenn bei ihrer Entstehung sowohl Gläubiger als auch Schuldner bestimmt sind, zumindest aber bestimmbar. Für die Bestimmbarkeit eines Gläubigers genügt gemäß § 657 BGB für Belohnungen ein „bindendes Versprechen“. Der Gläubiger nennt sein Recht „Forderung“, „Leistungsanspruch“ oder auch „Schuldverhältnis im engeren Sinne“. Der Schuldner nennt seine Pflicht „Schuld“, „Obligation“, „Verbindlichkeit“.
Bei einem Kauf oder bei einem Auftrag ist jede Partei Schuldner und gleichzeitig Gläubiger der anderen Partei. Die Leistungspflichten bestehen insoweit im Austausch von Ware und Geld beziehungsweise Aufwendungsersatz, sodass eine Leistungsverschiedenheit vorliegt. Bei der Gesellschaft ist jeder Gläubiger und Schuldner der anderen Partei, regelmäßig allerdings hier gleicher Art. Bei einem Schenkungsversprechen hingegen gibt es nur einen Gläubiger und nur einen Schuldner.
Naturalobligationen (auch unvollkommene Verbindlichkeiten) liegen vor, wenn der Forderung ein Leistungshindernis entgegensteht. Zwar besteht die Forderung rechtlich, kann prozssual aber nicht durchgesetzt werden, da kein gerichtlicher Rechtsschutz besteht. Andererseits gibt das Gesetz dem Gläubiger einen „Rechtsgrund fürs Behaltendürfen“, wenn der Schuldner freiwillig gleichwohl leistet, denn Leistungen auf Naturalobligationen haben Erfüllungwirkung. Eine klassische Fallgruppe sind die „unklagbaren Verbindlichkeiten“, etwa Vergütungsansprüche aus Heiratsvermittlung, § 656 BGB. Das indebitum kann nicht kondiziert werden. Eine weitere Fallgruppe sind „verjährte Forderungen“. § 214 BGB räumt dem Schuldner in diesen Fällen ein Leistungsverweigerungsrecht ein. Auch auf „Forderungen ohne materiellrechtliche Verbindlichkeit“ kann nicht geklagt werden. Die freiwillige Erfüllung ist auch hier Rechtsgrund im Sinne von § 812 Abs. 1 S. 1 BGB und kondiktionssicher. Hierzu gehören Spiel- und Wettschulden im Sinne des § 762 Abs. 1 BGB oder auch nicht getilgte Verbindlichkeiten nach einer Restschuldbefreiung gemäß § 301 Abs. 3 InsO.

## Handelsrecht
Auch das Handelsrecht setzt den Begriff der Verbindlichkeit voraus, definiert ihn aber ebenfalls nicht. § 266 Abs. 3 C. Nr. 1 bis 8 HGB, bestimmt, welche einzelnen Typen der Verbindlichkeiten handelsrechtlich unter diesen Begriff subsumiert werden. Das sind Anleihen, etwa (Wandel-)Schuldverschreibungen, Verbindlichkeiten gegenüber Kreditinstituten, erhaltene Anzahlungen auf Bestellungen, Verbindlichkeiten aus Lieferungen und Leistungen, Verbindlichkeiten aus der Annahme gezogener Wechsel, Verbindlichkeiten gegenüber verbundenen Unternehmen, Verbindlichkeiten gegenüber Unternehmen, mit denen ein Beteiligungsverhältnis besteht und sonstige Verbindlichkeiten, etwa nicht von Kreditinstituten gewährte Darlehen oder Steuerschulden. Ansonsten wird lediglich von Schulden des Kaufmanns gesprochen, so etwa in § 240 Abs. 1 HGB, § 242 Abs. 1 HGB und § 246 Abs. 1 Satz 1, 3 HGB – oberbegrifflich für die Zusammenfassung von Verbindlichkeiten und Rückstellungen. 
In der Bilanz werden Verbindlichkeiten und die (ungewissen zukünftigen) Rückstellungen als Verbindlichkeiten unterschieden. Zentrale Vorschriften sind § 266 Abs. 3 lit. C HGB (Verbindlichkeiten), § 253 Abs. 2 HGB (Rückstellungen) und § 268 HGB. Eventualverbindlichkeiten sind gemäß § 251 HGB unter der Bilanz auf der Passivseite auszuweisen. Sondervorschriften für die Passivierung von Verbindlichkeiten gibt es für Kreditinstitute (§ 21 RechKredV) und Versicherer (§ 74 VAG und § 175 VAG).
Der Bundesfinanzhof (BFH) zieht den zivilrechtlichen Begriff des Anspruchs zur Definition einer Verbindlichkeit heran, mithin das Verlangen nach einem bestimmten Tun oder Unterlassen im Sinne von § 194 Abs. 1 BGB. Damit lassen sich Leistungspflichten nach Inhalt und Höhe bestimmen und sind erzwingbar. Im Vergleich zwischen § 249 Abs. 1 Satz 1 1. Alt. HGB – hier sind Rückstellungen für ungewisse Verbindlichkeiten zu bilden –, ist eine Verbindlichkeit im Sinne des § 266 Abs. 3 C. HGB eine auszuweisende Schuld, die gewiss ist. Das hat Auswirkungen auf die Vereinbarung aufschiebender oder auflösende Bedingungen bei Rückzahlungsverpflichtungen, die als Verbindlichkeit nicht auszuweisen sind.

### Prüfkriterien
- Prüfkriterien für eine bilanzrechtliche Schuld:
  - Es muss eine wirtschaftliche Vermögensbelastung bestehen. Danach ist eine zivil- oder öffentlich-rechtliche Verpflichtung weder notwendige noch hinreichende Voraussetzung einer bilanzrechtlichen Schuld; auch rein wirtschaftliche Leistungsverpflichtungen sind zu passivieren. Eine bilanzrechtliche Schuld ist somit nur dann passivierungsfähig, wenn die zukünftigen Aufwendungen zur Erfüllung der Verpflichtung sogleich abziehbare Ausgaben darstellen.
  - Die wirtschaftliche Vermögensbelastung muss ferner greifbar sein. Eine bilanzrechtliche Schuld muss hinreichend konkretisiert sein, andernfalls bezeichnet man sie als allgemeines Unternehmerrisiko. Greifbarkeit der Belastung wird konkretisiert zum einen durch das Außenverpflichtungsprinzip, nach dem die Verpflichtung aus Objektivierungsgründen gegenüber einem Dritten bestehen muss. Ein Leistungszwang gegenüber einem Dritten kann rechtlich begründet sein oder in einem faktischen Leistungszwang bestehen. Zudem muss die Inanspruchnahme aus der Verpflichtung „wahrscheinlich“ sein, was dann der Fall ist, wenn mehr Gründe für als gegen das Be- oder Entstehen einer Verbindlichkeit und eine künftige Inanspruchnahme sprechen. Man fasst dies unter dem Begriff der objektivierten Mindestwahrscheinlichkeit zusammen.
  - Die Schuld muss dem Kriterium der Quantifizierbarkeit genügen. Diese wird in der Regel mit selbständiger Bewertbarkeit gleichgesetzt, die bei ungewissen Verbindlichkeiten einen Schätzvorgang erfordert.

### Passivierungszeitpunkt
Nach ständiger Rechtsprechung des Bundesfinanzhofs sind als Passivierungszeitpunkte die rechtliche Vollentstehung und die wirtschaftliche Verursachung relevant. Der Zeitpunkt einer möglichen rechtlichen Entstehung ist im Regelfall relativ leicht und eindeutig bestimmbar, wohingegen der Zeitpunkt der wirtschaftlichen Verursachung unbestimmter und deshalb wesentlich schwieriger zu bestimmen ist. Im Regelfall konkretisiert er sich über das sogenannte Realisationsprinzip in § 252 Abs. 1 Nr. 4 HGB. Gemäß diesem Prinzip sollen den realisierten Erträgen gerade die Aufwendungen zugeordnet werden, die zur Erzielung der Umsätze erforderlich waren (sachliche Komponente; englisch Matching Principle) (daneben: Argumentation über wirtschaftlich wesentliche Tatbestandsvoraussetzungen möglich). Der BFH will die Schuld zum früheren der beiden Zeitpunkte passiviert wissen.

## Steuerrecht
Ebenfalls nicht definiert ist die Verbindlichkeit im Steuerrecht. § 6 Abs. 1 Nr. 3 EStG nimmt darauf Bezug und bestimmt die Bewertung der Verbindlichkeiten. Für die Steuerbilanz gilt über § 5 Abs. 1 Satz 1 EStG das Maßgeblichkeitsprinzip der Handelsbilanz, woraus sich herleiten lässt, dass beide Begriffe in handels- und steuerrechtlicher Hinsicht koinzidieren.

## Betriebswirtschaftslehre
Verbindlichkeiten im bilanztechnischen Sinne sind Verpflichtungen eines Unternehmens zu einer Lieferung oder sonstigen Leistung, wobei diese Leistung erzwingbar sein muss, ihre Erfüllung zu einer Vermögensminderung führen muss und die zu erbringende Leistung in ihrer Höhe und Fälligkeit quantifizierbar sein muss. Als wesentliche Gläubiger gibt es bei Nichtbanken die drei großen Gruppen der Kreditoren (Lieferanten), Kreditinstitute und Finanzamt. Genau diese Gruppen finden sich in § 266 Abs. 3 lit. C HGB und IAS 1.68/IAS 32 unter dem Oberbegriff finanzielle Verbindlichkeiten (englisch financial liabilities) als Verbindlichkeiten aus Lieferungen und Leistungen und sonstige Verbindlichkeiten (englisch trade and other payables) und Ertragsteuerverbindlichkeiten (englisch current taxes) wieder. Die International Accounting Standards bzw. die International Financial Reporting Standards (IFRS) definieren im Framework (F.49b IFRS) eine Verbindlichkeit als eine gegenwärtige Verpflichtung, die auf einem Ereignis der Vergangenheit beruht, aus dem ein wahrscheinlicher zukünftiger Ressourcenabfluss resultiert.
Ihre Bewertung erfolgt gemäß § 253 Abs. 1 HGB zu ihrem Erfüllungsbetrag oder gemäß IAS 39.43 mit dem Fair Value, faktisch gemäß IAS 39.AG.64 mit den Anschaffungskosten. Bei Fremdwährungsschulden ist die Währungsumrechnung nach § 256a HGB zu beachten, wonach Verbindlichkeiten am Bilanzstichtag zum Devisenkassamittelkurs umzurechnen sind. Im Umkehrschluss aus Satz 2 dieser Bestimmung ist dabei sowohl das Anschaffungskostenprinzip als auch das Imparitätsprinzip zu beachten.